# Lars Højer
Lars Højer Nielsen (8 de dezembro de 1970) é um ex-futebolista profissional dinamarquês que atuava como meia.

## Carreira
Lars Højer  representou a Seleção Dinamarquesa de Futebol nas Olimpíadas de 1992.